# بريت هايمان
بريت هايمان (بالإنجليزية: Brett Hayman)‏ هو موجه قوارب ‏ أسترالي، ولد في 3 مايو 1972 في ملبورن في أستراليا.

## وصلات خارجية
- بريت هايمان على موقع الاتحاد الدولي للتجديف (الإنجليزية)
- بريت هايمان على موقع اللجنة الأولمبية الدولية (الإنجليزية)
- بريت هايمان على موقع أوليمبيديا (الإنجليزية)
- بريت هايمان على موقع اللجنة الأولمبية الأسترالية (الإنجليزية)